# NGC 1433
NGC 1433 é uma galáxia espiral barrada (SBa) localizada na direcção da constelação de Horologium. Possui uma declinação de -47° 13' 19" e uma ascensão recta de 3 horas, 42 minutos e 01,2 segundos.
A galáxia NGC 1433 foi descoberta em 28 de Setembro de 1826 por James Dunlop.